# Captain Jinks, the Cobbler
Captain Jinks, the Cobbler è un cortometraggio muto del 1916 diretto da Van Dyke Brooke.

## Trama
Jinks è un povero ciabattino vessato dalla moglie prepotente. Quando, un giorno, in negozio si presenta un ufficiale che lascia la sua uniforme per essere pulita, Jinks prende l'occasione di indossare la divisa per cercare di andarsene inosservato. Ma alcuni soldati lo portano con loro dal generale, dove viene premiato per atti di eroismo. Alla fine, Jinks verrà scoperto e arrestato.

## Produzione
Il film fu prodotto dalla Vitagraph Company of America.

## Distribuzione
Distribuito dalla Greater Vitagraph (V-L-S-E), il film - un cortometraggio in una bobina - uscì nelle sale cinematografiche statunitensi il 25 dicembre 1916.